# 28799 Christopherford
28799 Christopherford este o planetă minoră (asteroid), cu un diametru de 2,698 km, din centura de asteroizi. A fost descoperită pe 25 aprilie 2000 la Stația Anderson Mesa de Lowell Observatory Near-Earth-Object Search. 
Obiectul prezintă o orbită caracterizată de o semiaxă mare de 2,248102 UAi, o excentricitate de 0,15, o înclinație de 3,32512 ° în raport cu ecliptica.